# Manojlovce
Manojlovce je naselje u gradu Leskovcu, Jablanički upravni okrug, Srbija. Prema popisu iz 2022. godine u Manojlovcu je živjelo 683 stanovnika.